# میدوی، شهرستان فایت، ویرجینیای غربی
میدوی (به انگلیسی: Midway) یک منطقهٔ مسکونی در ایالات متحده آمریکا است که در شهرستان فایت، ویرجینیای غربی واقع شده‌است. میدوی ۵۸۳٫۰۹ متر بالاتر از سطح دریا واقع شده‌است.